# Трансформърс: Последният рицар
„Трансформърс: Последният рицар“ (на английски: Transformers: The Last Knight) е американски научнофантастичен филм от 2017 г., базиран на поредицата играчки „Трансформърс“. Това е петата част от филмовата поредица „Трансформърс“ и продължение на „Ера на изтребление“ (2014). Като предшествениците си, филмът е режисиран от Майкъл Бей, и във филма участват Марк Уолбърг, Джош Дъмел, Джон Туртуро, Глен Моршоуер, Лора Хадок, Изабела Монер, Джерод Кармайкъл, Сантяго Кабрера и Антъни Хопкинс. Премиерата на филма е в САЩ на 21 юни 2017 г. от „Парамаунт Пикчърс“.

## В България
В България филмът е пуснат по кината на 21 юни 2017 г. от „Форум Филм България“.
На 5 май 2019 г. е излъчен премиерно по „Нова телевизия“ в неделя от 20:00 ч. Дублажът е записан с войсоувър в студио „Александра Аудио“. Екипът се състои от:
| Изпълнителен продуцент | Васил Новаков                                                                           |
| Преводач               | Ирина Ценкова                                                                           |
| Озвучаващи артисти     | Мими Йорданова Мина Костова Георги Тодоров Явор Караиванов Христо Димитров Петър Калчев |
| Тонрежисьор            | Мартин Станев                                                                           |
| Режисьор на дублажа    | Георги Стоянов                                                                          |